# Bryce Bennett
Bryce Bennett (Truckee, 14 luglio 1992) è uno sciatore alpino statunitense.

## Biografia
Bennett, originario di Squaw Valley, ha fatto il suo esordio in gare FIS il 4 agosto 2007, non concludendo la prova in uno slalom speciale a Treble Cone. In Nor-Am Cup ha esordito il 10 febbraio 2009 a Mammoth Mountain (22º in supergigante) e ha conquistato la prima vittoria, nonché primo podio, il 9 febbraio 2012 ad Aspen nella medesima specialità. Il 10 gennaio 2013 ha partecipato per la prima volta a una gara di Coppa Europa, chiudendo 41º nella discesa libera di Wengen, mentre il 1º dicembre dello stesso anno ha esordito in Coppa del Mondo, nel supergigante di Lake Louise (64º). Ai Mondiali di Sankt Moritz 2017, suo esordio iridato, si è classificato 26º nella discesa libera e 11º nella combinata.
Ai XXIII Giochi olimpici invernali di Pyeongchang 2018, sua prima presenza olimpica, si è classificato 16º nella discesa libera e 17º nella combinata, mentre ai Mondiali di Åre 2019 è stato 9º nella discesa libera, 23º nel supergigante e 11º nella combinata e a quelli di Cortina d'Ampezzo 2021 si è classificato 10º nella discesa libera, 27º nel supergigante e 16º nella combinata. Il 18 dicembre 2021 ha conquistato il suo primo podio in Coppa del Mondo vincendo la discesa libera della Saslong in Val Gardena e ai successivi XXIV Giochi olimpici invernali di Pechino 2022 si è piazzato 14º nella discesa libera e 17º nel supergigante; ai Mondiali di Saalbach-Hinterglemm 2025 è stato 10º nella discesa libera, 15º nel supergigante e 15º nella combinata a squadre.

## Palmarès

### Coppa del Mondo
- Miglior piazzamento in classifica generale: 31º nel 2024
- 3 podi (in discesa libera):
  - 2 vittorie
  - 1 terzo posto

#### Coppa del Mondo - vittorie
| Data             | Località    | Paese  | Specialità |
| ---------------- | ----------- | ------ | ---------- |
| 18 dicembre 2021 | Val Gardena | Italia | DH         |
| 14 dicembre 2023 | Val Gardena | Italia | DH         |

Legenda:

DH = discesa libera

### Nor-Am Cup
- Miglior piazzamento in classifica generale: 6º nel 2014
- Vincitore della classifica di discesa libera nel 2014
- 7 podi:
  - 1 vittoria
  - 5 secondi posti
  - 1 terzo posto

#### Nor-Am Cup - vittorie
| Data            | Località | Paese       | Specialità |
| --------------- | -------- | ----------- | ---------- |
| 9 febbraio 2012 | Aspen    | Stati Uniti | SG         |

Legenda:

SG = supergigante

### Campionati statunitensi
- 3 medaglie[1][2]:
  - 1 oro (discesa libera nel 2014)
  - 1 argento (discesa libera nel 2013)
  - 1 bronzo (discesa libera nel 2015)

### Campionati statunitensi juniores
- 1 oro (supergigante nel 2009)[1]